# Sisyphus indicus
Sisyphus indicus är en skalbaggsart som beskrevs av Hope 1831. Sisyphus indicus ingår i släktet Sisyphus och familjen bladhorningar. Inga underarter finns listade i Catalogue of Life.